# VII Giochi paralimpici invernali
I VII Giochi paralimpici invernali si sono disputati a Nagano (Giappone) dal 5 al 14 marzo 1998. Sono state i primi Giochi Paralimpici Invernali che si sono tenute al di fuori dell'Europa. Gli atleti che hanno gareggiato a Nagano furono 571; rimane ancora il più alto numero di atleti in gara di qualsiasi Paralimpiade Invernale.

## I Giochi

### Discipline
I giochi consistevano in 34 eventi di quattro sport: Sci alpino, Hockey su slittino, Corse di slittino sul ghiaccio, e Sci nordico. Lo sport dello sci nordico comprendeva due discipline, il Biathlon e lo Sci di fondo.
- Sci alpino
- Hockey su slittino
- Corse di slittino sul ghiaccio
- Sci nordico
  -  Biathlon
  -  Sci di fondo

## Medagliere
I primi 10 CPN per numero di medaglie d'oro sono elencati di seguito. La nazione ospitante (Giappone) viene evidenziata in viola.
| Posizione | Paese       |     |    |    |     |
| --------- | ----------- | --- | -- | -- | --- |
| 1         | Norvegia    | 18  | 9  | 13 | 40  |
| 2         | Germania    | 14  | 17 | 13 | 44  |
| 3         | Stati Uniti | 13  | 8  | 13 | 34  |
| 4         | Giappone    | 12  | 16 | 13 | 41  |
| 5         | Russia      | 12  | 10 | 9  | 31  |
| 6         | Svizzera    | 10  | 5  | 8  | 23  |
| 7         | Spagna      | 8   | 0  | 0  | 8   |
| 8         | Austria     | 7   | 16 | 11 | 34  |
| 9         | Finlandia   | 7   | 5  | 7  | 19  |
| 10        | Francia     | 5   | 9  | 8  | 22  |
| Totale    | Totale      | 106 | 95 | 95 | 296 |